# The Seven Sisters
The Seven Sisters è un film muto del 1915 diretto da Sidney Olcott.
Il lavoro originale di Ferenc Herczeg fu riproposto per le scene americane in una versione inglese firmata da Edith Ellis Furness che a Broadway venne interpretata da Laurette Taylor.
Nel 1942, la storia venne ripresa da Frank Borzage: sceneggiato da Walter Reisch e Leo Townsend con il titolo Seven Sweethearts, il film era interpretato da Kathryn Grayson, Marsha Hunt e Van Heflin. In Italia, il remake uscì come Sette ragazze innamorate.

## Trama
Gida, vedova di un ufficiale ungherese, vive nella guarnigione di una piccola città di provincia insieme alle sue sette figlie. Le ragazze sono tutte da maritare e, secondo l'uso ungherese, devono sposarsi in ordine di età. Se una delle sorelle più giovani dovesse maritarsi prima delle più anziane, queste sarebbero considerate zitelle e avrebbero serie difficoltà nel trovare marito.
Mici, la mezzana, riscuote grande successo e questo preoccupa le più grandi che temono la perdita di eventuali pretendenti. Così, Mici viene inviata in una scuola tenuta dalle suore. Ma la ragazza una sera sgattaiola fuori dal convento per poter andare a un ballo in costume. Lì, incontra il conte Horkoy, un focoso tenentino, che si innamora di lei. Espulsa dal convento, Mici ritorna a casa dove viene costretta a indossare degli abiti da bambina finché le sorelle più grandi non avranno trovato un fidanzato.
Horkoy, fingendosi il cugino Toni, organizza i matrimoni delle sorelle: ogni unione sarà ricompensata da un bacio di Mici. Gli accoppiamenti si rivelano sballati e i corteggiatori trovati da Horkoy si innamorano ognuno di un'altra delle sorelle. Ma quando Katinka, la maggiore, è chiesta in sposa dal barone Rodviany, un ex innamorato che è tornato da lei, quattro felici coppie possono finalmente convolare a nozze senza dover infrangere la tradizione ungherese.

## Produzione
Il film fu prodotto dalla Paramount Pictures (con il nome Famous Players Film Company).

## Distribuzione
Distribuito dalla Paramount Pictures (con il nome Famous Players Film Company), il film - presentato da Daniel Frohman - uscì nelle sale cinematografiche statunitensi il 26 luglio 1915.